# Fabienne Feraez
Fabienne Feraez, född 6 augusti 1976, är en friidrottare från Benin. Hon deltog vid olympiska sommarspelen 2004 och olympiska sommarspelen 2008.